# امهرستیا ۵۱۶
سیارک ۵۱۶ (به انگلیسی: 516 Amherstia، نامگذاری:1903MG) پانصد و شانزدهمین سیارک کشف شده‌است که در ۲۰ سپتامبر ۱۹۰۳ و در هایدلبرگ کشف شد.
قدر مطلق سیارک برابر ۸٫۲۷ است.